# 新能源科技
新能源科技有限公司（英語：Amperex Technology Limited，简称ATL）成立于1999年，是一家锂离子电池制造商，总部位于香港。属下有三家全资子公司，分别位于东莞南城区、东莞松山湖科技产业园区和福建省宁德市。新能源科技是致力于可充式锂离子电池的电芯、封装和系统整合的研发、生产和营销的高新科技企业。

## 公司历史
1999年，ATL由SAE Magnetics (HK) LTd（TDK下属企业）的执行总裁梁少康投资建设，同时从SAE抽出了陈棠华担任ATL首任总裁，抽调SAE第一位中国大陆总监曾毓群为ATL首任执行副总（ATL现任总裁）。同年，东莞新能源电子科技有限公司成立。
2002年和2004年，ATL的磷酸铁锂电池研发和EV电池研发项目分别启动。2005年6月1日，日本TDK以1亿美元（107亿日元）全资收购新能源科技。2006年，东莞新能源科技有限公司成立。2007年，ATL入选《福布斯》杂志中国最具发展潜力的100家中小企业，排名第13位。2008年3月，ATL在中国大陆投资的第三家全资子公司宁德新能源科技有限公司成立。2009年11月，ATL参与投资的北京普莱德新能源电池科技有限公司建成。2010年，获中国教育部批准设立ATL企业博士后工作站。2011年，ATL在青海成立青海时代新能源科技有限公司。
2012年，ATL成为美国苹果公司的电池供应商，并从此伴随苹果产业帝国崛起，成长为中国最大的锂电池生产企业。但是ATL在消费类电子领域以苹果一家为重的策略也有隐患，其过高品质带来的高成本将成为ATL进入中国国内市场最大的障碍。

## 新能源科技股份主要股東
- 宁波梅山保税港区瑞庭投资有限公司29.23%
- 黄世霖13.34%
- 宁波联合创新新能源投资管理合伙企业（有限合伙）8.5%
- 李平5.73%

## 产品与服务
ATL主要生产环保电动汽车电池、高端消费电子产品电池和高压、大功率储能电池。曾在蓝牙电池市场，移动DVD电池市场，MP3，MP4电池市场以及手提电脑聚合物锂电池市场全球占有率为第一。也是全球第一家产业化笔记本电脑用聚合物锂电池和第一家推出超长寿命聚合物锂电池的企业。ATL在消费类电子领域的主要客户有苹果、TDK、亚马逊、HTC、中兴、华为、酷派和联想，电动汽车领域的主要客户有宝马，宇通，金龙，北汽等。
在三星手机 Galaxy Note 7 电池爆炸事件后，ATL 成为了该款手机的电池唯一供应商。
ATL 开始通过堆叠而不是缠绕“Jelly Roll”来生产用于 iPhone 的“L 形”电池. 它通常为 IT 设备生产“I 形”电池. 与“I 型”电池相比，“L 型”电池显示出大容量以适应智能手机的设计形状.
自 2022 年起，ATL 的电池将用于三星的 Galaxy Z Fold 4 和 Flip 4。

## 关于ATL

### 政策限制
中国对外商投资动力电池的限制让ATL这家由日本TDK控制的企业不能独资生产动力电池。为此，ATL在宁德成立了宁德时代新能源科技有限公司(CATL)，与北汽、 北大先行合资成立普莱德，在青海合资成立青海时代新能源，而CATL约80%的股东为ATL高管持股。通过一系列的股权设计，ATL绕开了政策的限制，开始在动力电池领域发力。

### 研发和运营中心迁移
宁德新能源科技有限公司建成以后，出于战略布局的需要，ATL逐步将其研发和运营中心由东莞转移到宁德。其他的原因有东莞高昂的地价，宁德市政府大力招商引资提出的优厚条件，CEO曾毓群（福建宁德人）心系家乡建设，以及东莞扫黄对东莞城市名气的不利影响等。不过这次转移直接导致了大量人员的流失，如何构建一个稳定、健康的人才激励机制是ATL需要重点考虑的问题。

### 市场份额
根据 statista 的数据，2021 年 ATL 以 42% 的智能手机电池市场份额位居全球第一.